# Handley Page Herald
Handley Page Herald var ett tvåmotorigt propellerdrivet passagerarflygplan med turbopropmotorer som flög första gången den 25 augusti 1955 och tillverkades i sammanlagt 50 exemplar av Handley Page. Det var ett regionalflygplan för kortare distanser med plats för 44, senare upp till 56 passagerare. 

## Historia

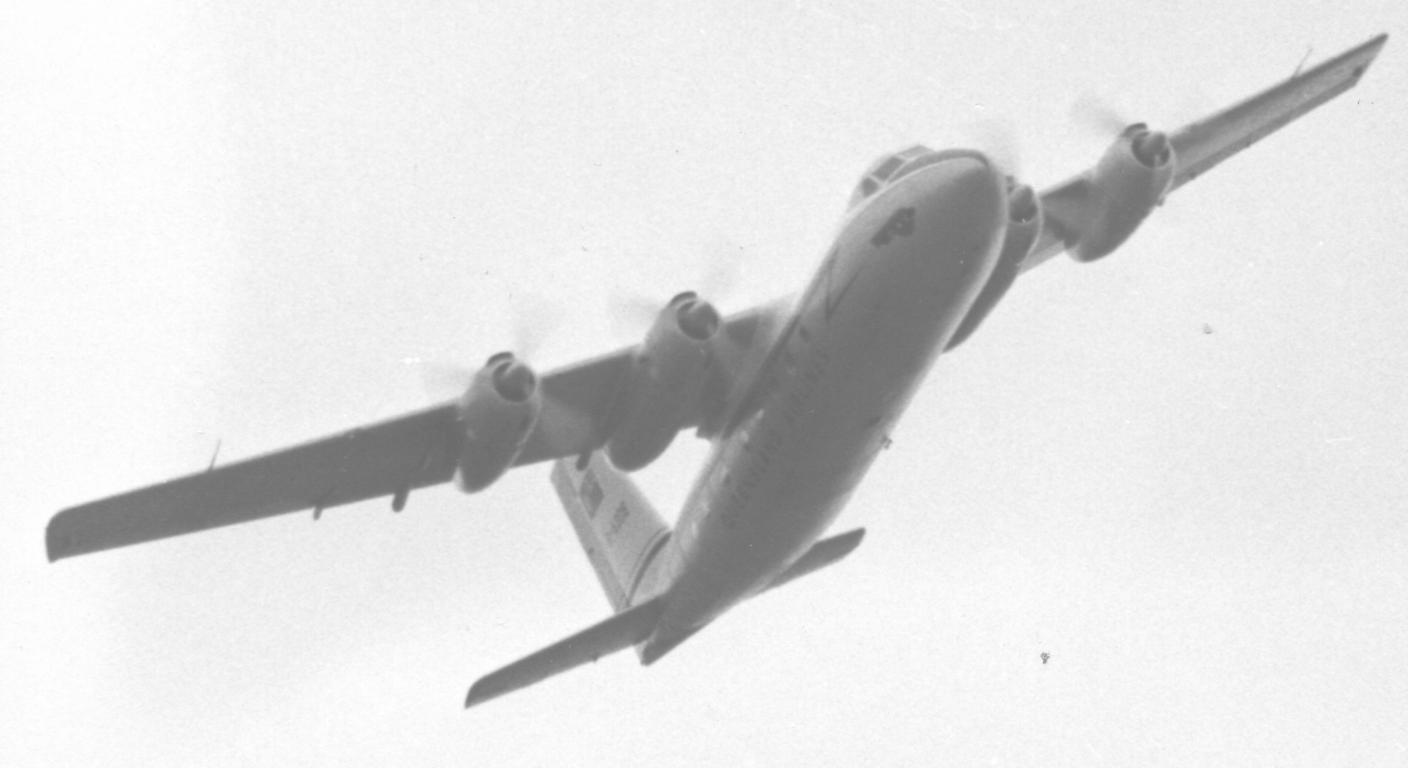
Prototyp HPR.3 Herald med 4 kolvmotorer, Farnborough 1955.

Första prototypen, konstruerad av dåvarande Handley Page (Reading) Limited (tidigare Miles Aircraft), hade beteckningen HPR.3 Herald. Den var utrustad med fyra Alvis Leonides Major 14-cylinder stjärnmotorer på  870 hk. Handley Page had bestämt sig att använda kolvmotorer, men nästan samtidigt blev konkurrerande Fokker F27 Friendship utrustad med turbopropmotorer. 
Eftersom det fanns inga kunder för HPR.3 blev prototypen ombyggd och flög första gången den 11 mars 1958 med två Rolls-Royce Dart turbopropmotorer istället av fyra kolvmotorer. Nya typbeteckningen blev HPR.7 Dart Herald Series 100. Första två Herald levererades till Jersey Airlines, som senare fick ytterligare fyra exemplar.  
Andra  prototypen byggdes om till Series 200, kroppen blev förlängd med 107 cm; flygplanet flög första gången den 8 april 1961. 
Flygplanet hade goda STOL egenskaper: Startsträcka med full last var 847 meter. Det var möjligt att starta och landa på landningsbanor av gräs, jord eller grus. Herald var högvingad, hade infällbart landställ och förfogade över tryckkabin. 
Både Fokker F27 och Hawker Siddeley HS 748 såldes emellertid betydligt bättre än Herald. Fokker hade en större lastförmåga och HS 748 bättre prestanda. 
Malaysias flygvapen beställde 8 exemplar år och blev största kund. 
Sista Herald (G-BEYF) togs ur drift den 9 april 1999 av Channel Express. Fem exemplar sparades som museiflygplan i England.

## Flygbolag som flugit Handley Page Herald

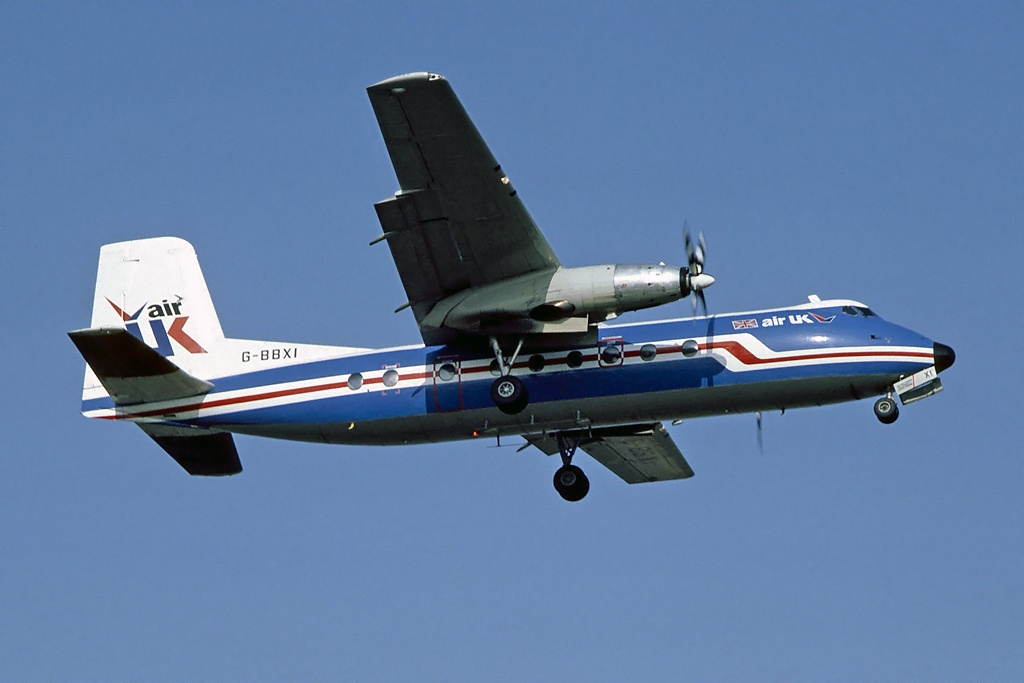
Air UK Herald G-BBXI, London-Heathrow 1983

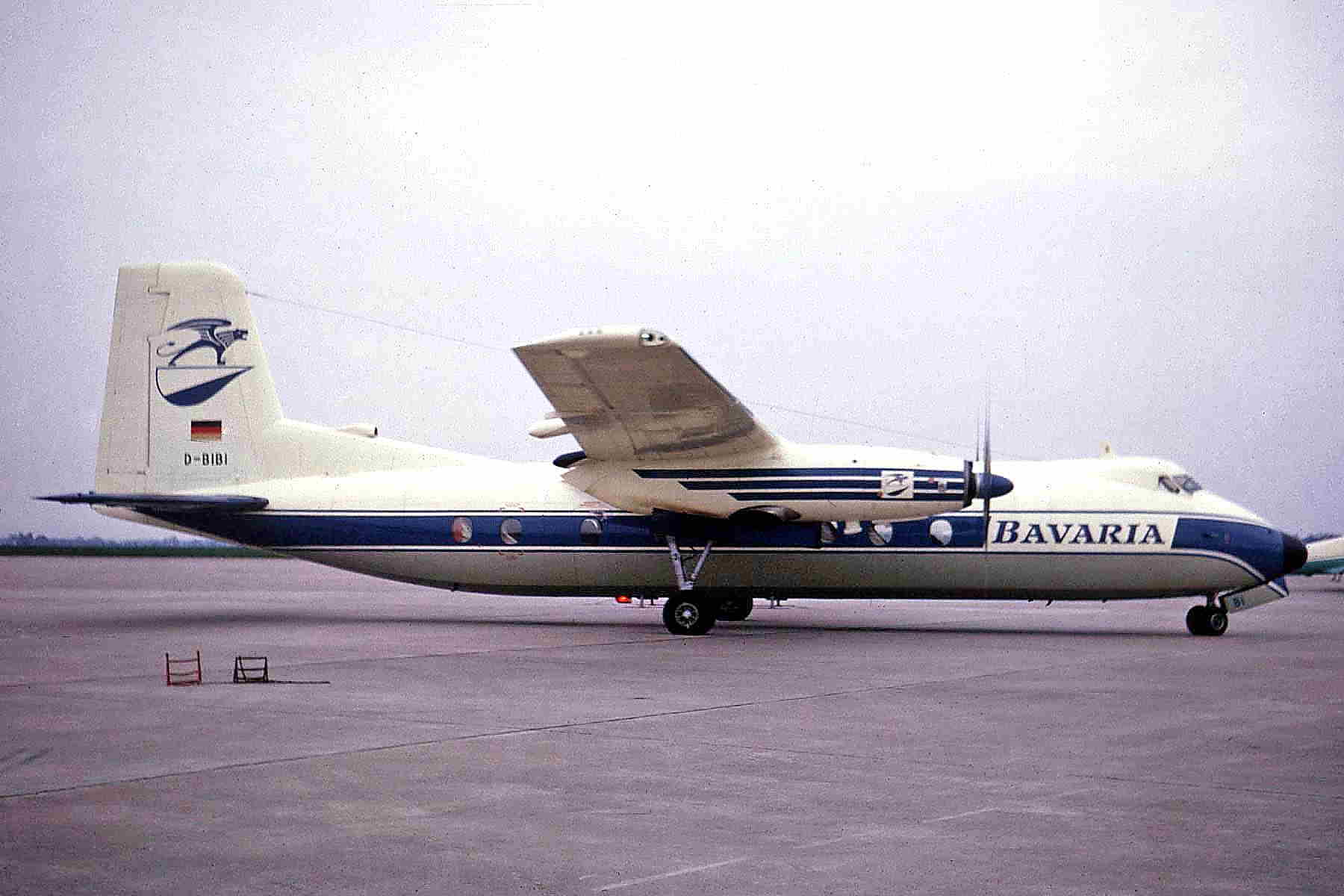
Bavaria HPR.7 Herald D-BIBI, Hannover 1964

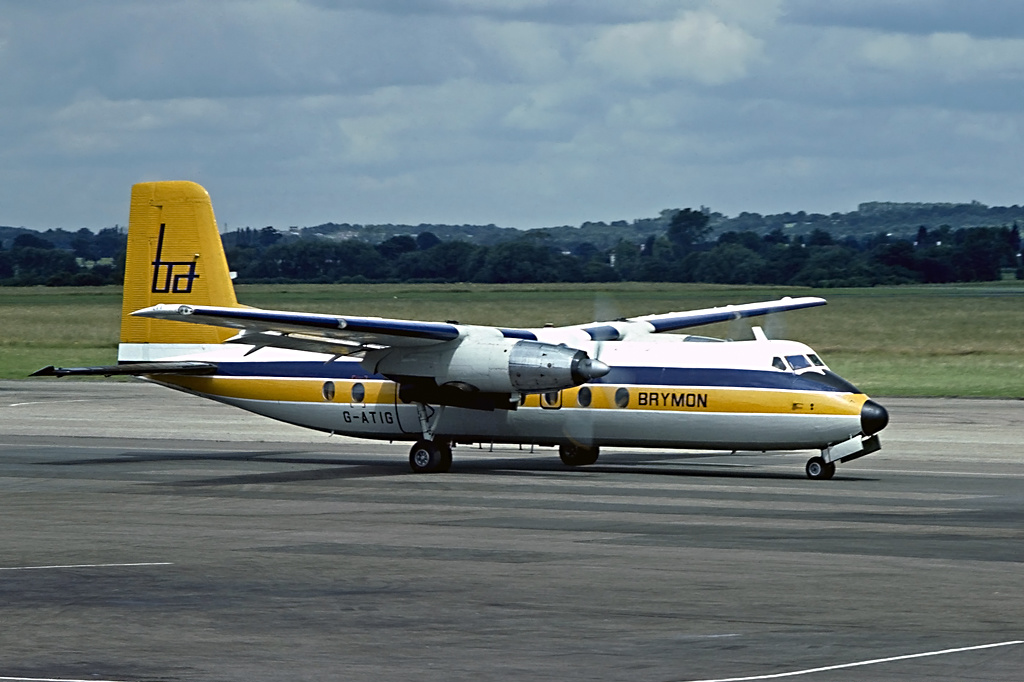
Brymon Herald G-ATIG, Southend 1980

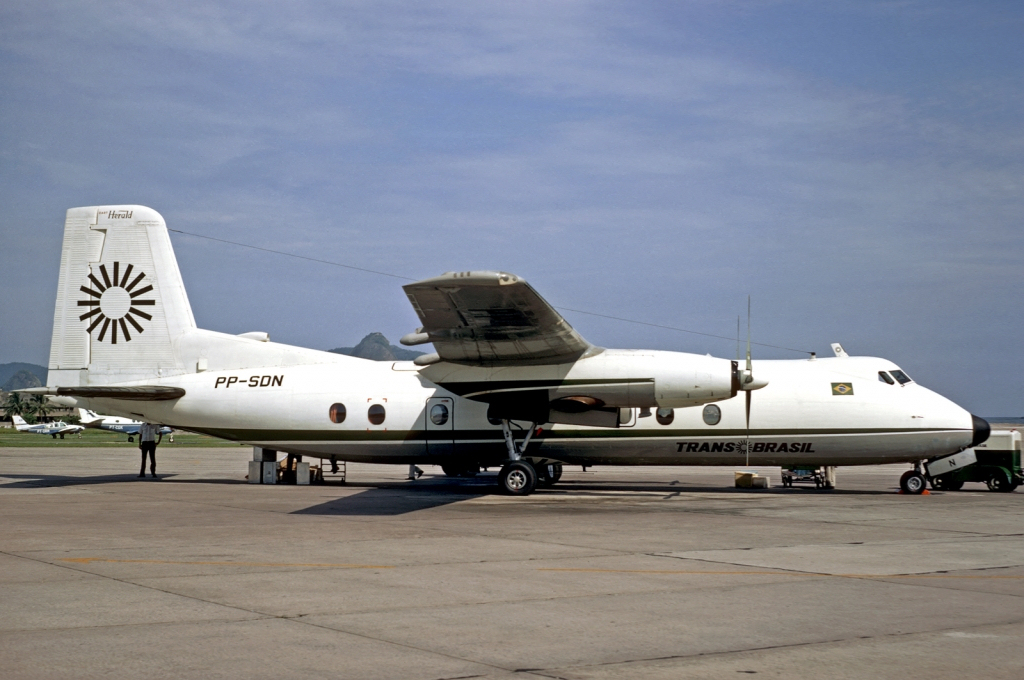
Transbrasil Herald PP-SDN, Rio de Janeiro-Santos Dumont 1973

Handley Page Herald har flugits bl.a. av:

(♠ = nybyggda flygplan)

### Civila operatörer

#### Europa
- Air UK
- ♠ Autair
- BAC Express
- ♠ Bavaria Fluggesellschaft
- British Air Ferries
- ♠ British European Airways
- British Island Airways
- British Midland Airways
- ♠ British United Airways
- British United Island Airways
- British Midland Airways
- Brymon Airways
- Channel Express
- Court Line
- Europe Aero Service
- ♠ Globe Air
- ♠ Itavia
- Janes Aviation
- ♠ Jersey Airlines
- Touraine Air Transport

#### Övriga världen
- Aerovias (Guatemala)
- ♠ Air Manila
- Alia Airlines
- ♠ Arkia
- ♠ Eastern Provincial Airways
- Far Eastern Air Transport
- Lineas Aereas La Urraca
- Maritime Central Airways
- ♠ Nordair (Kanada)
- ♠ SADIA
- TABA
- Transbrasil

### Militära operatörer
- ♠ Jordaniens flygvapen
- ♠ Malaysias flygvapen

## Haverier
Av 50 tillverkade Herald förstördes 17, varav 2 på marken (som var parkerade). Sammanlagt 168 personer dödades.

## Källhänvisningar